# Княвдигед

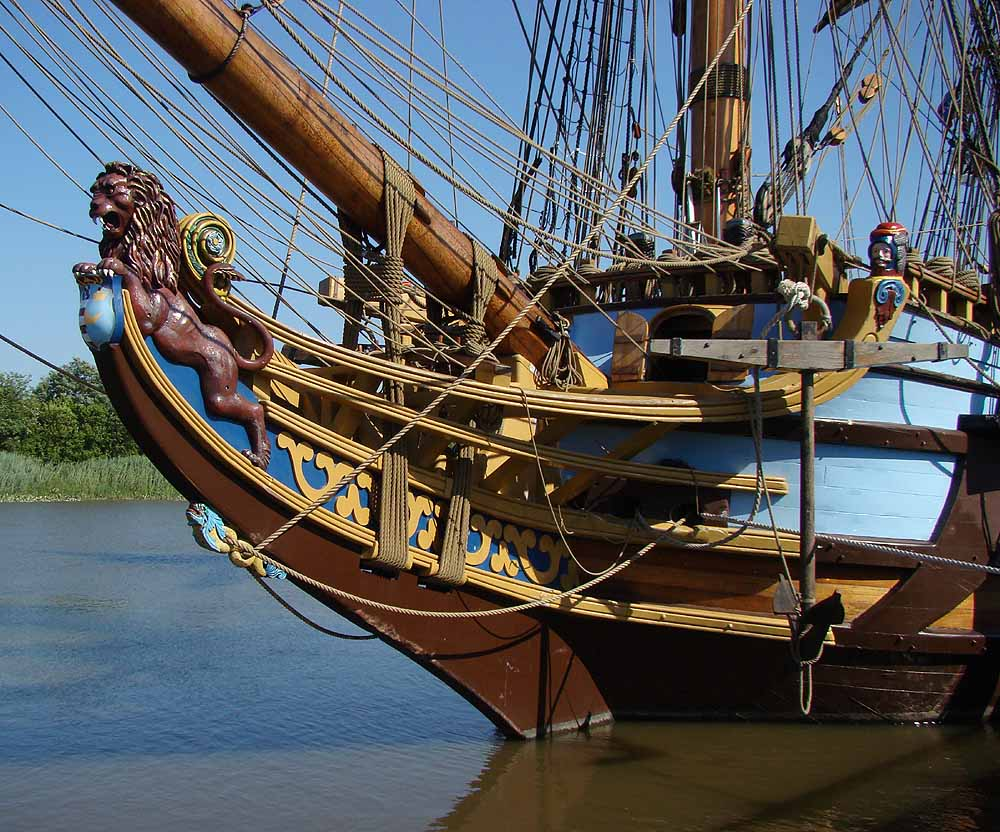
Княвдигед корабля «Кальмар Нюкель»

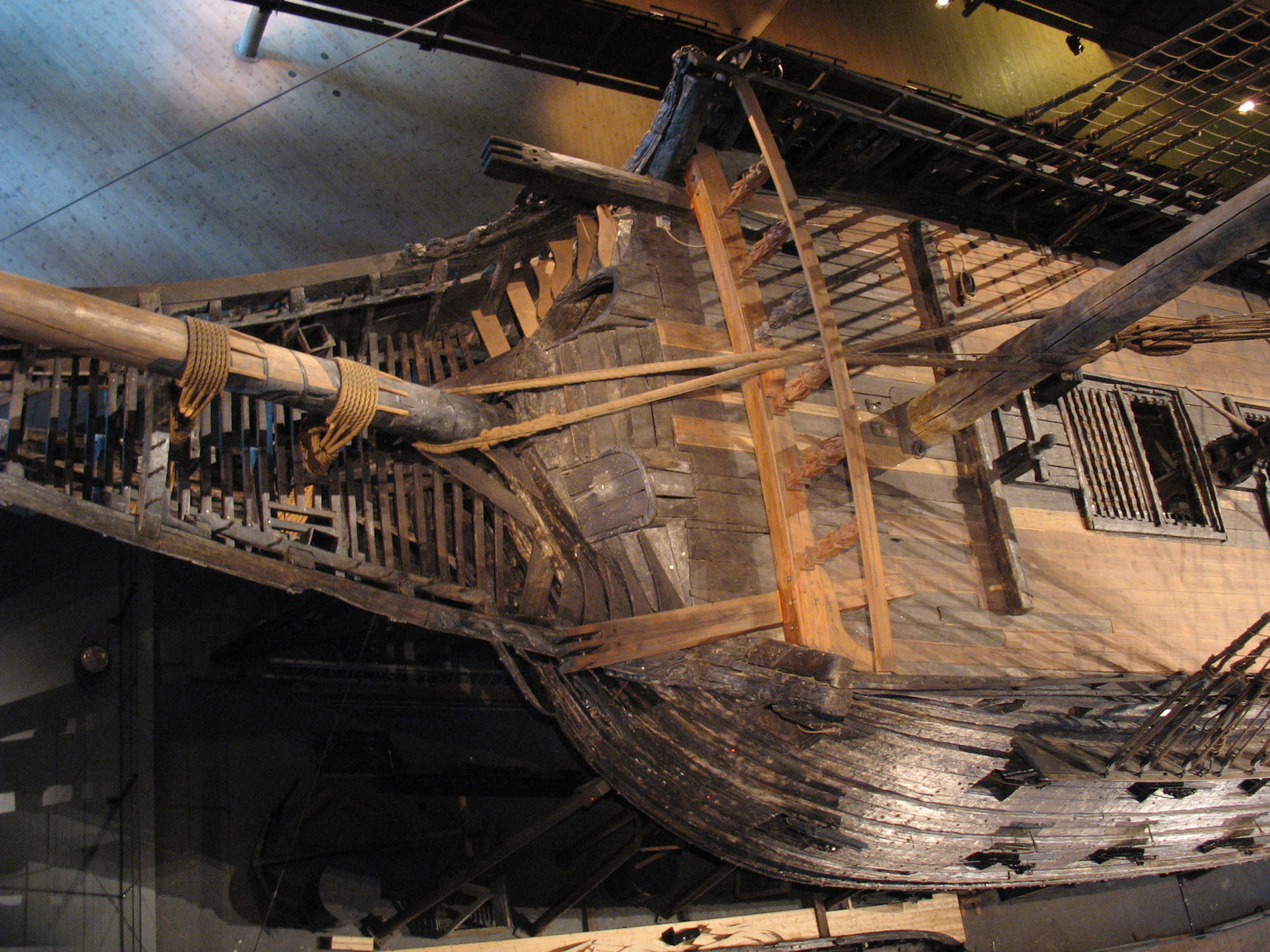
Гальюн галеона «Ваза». Видно ватервулінги бушприта та краг грота-штага

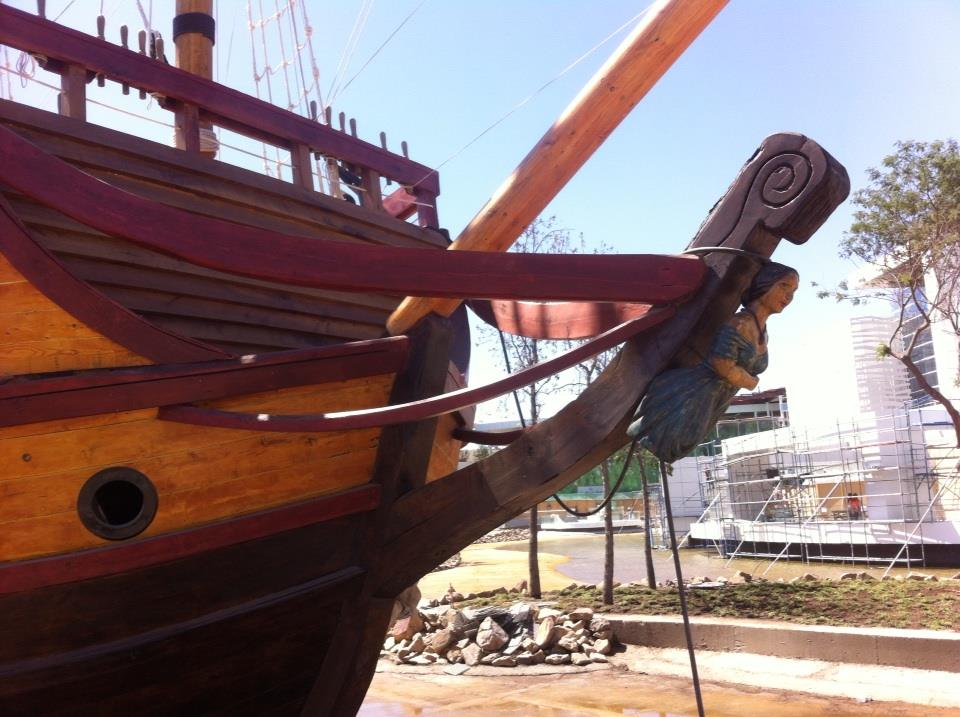
Рання форма княвдигеда на сучасній реконструкції галеона

Княвдигед (від англ. knee of the head — «книця гальюна») — елемент носової частини судна. Служив водорізом і опорою для гальюна. За найпоширенішим визначенням, являє собою верхню частину водоріза (шека, катватера), який примикає спереду до форштевня. За іншою системою, княвдигедом називалася вся конструкція спереду від форштевня, вона ділилася на нижню частину (греп), середню (водоріз) і верхню (власно княвдигед).
Знизу княвдигед переходить у греп, нижню частину водоріза, нижньою ділянкою задньої частини примикає до форштевня (стема). Найвища частина княвдигеда називається бекпіс, спереду до неї кріпиться носова фігура. Між основною ділянкою задньої частини княвдигеда і форштевнем (стемом) встановлені штуки дерева — чаки гальюна. Зверху на чаки встановлюється стандерс-індигед, на який спирається бушприт. У передній частині стандерс-індигеда зроблено виступ, за який заводиться краг грота-штага, що утримує спереду грот-щоглу. У верхній ділянці передньої частини княвдигеда до нього примикає лісель-індигед, на який спирається носова фігура.
Від передніх скул корпусу до бекпіса обабіч княвдигеда підіймаються кілька вигнутих брусів — чикси (від англ. cheeks — «щоки»). Між чиксами з кожного борту може поміщатися прикрашена дошка — херброкет (від англ. head brocket — «гальюнний кутик»). На верхні чикси спираються шпангоути гальюна (гед-тимберси, тимберс-індигеди), примикаючи обабіч до чак гальюна, зверху їхні гілки з'єднуються поперечними бімсами. Спереду верхні чикси з'єднуються трикутною дерев'яною штукою — сідлом гальюна. У чаках гальюна (або між ними і княвдигедом) зроблено отвори, через які проходять ватер-вулінги бушприта. У передній частині княвдигеда робили отвори для ватер-штагів і утлегар-штагів.

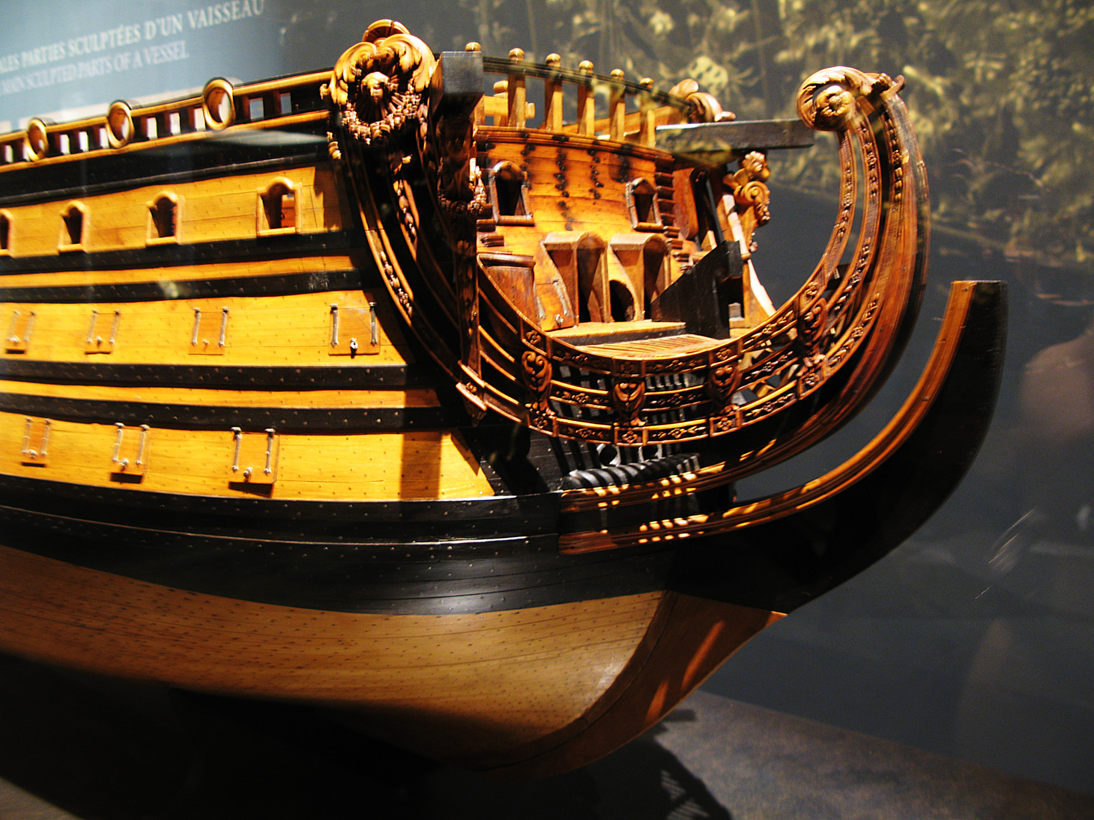
Княвдигед корабля Soleil Royal
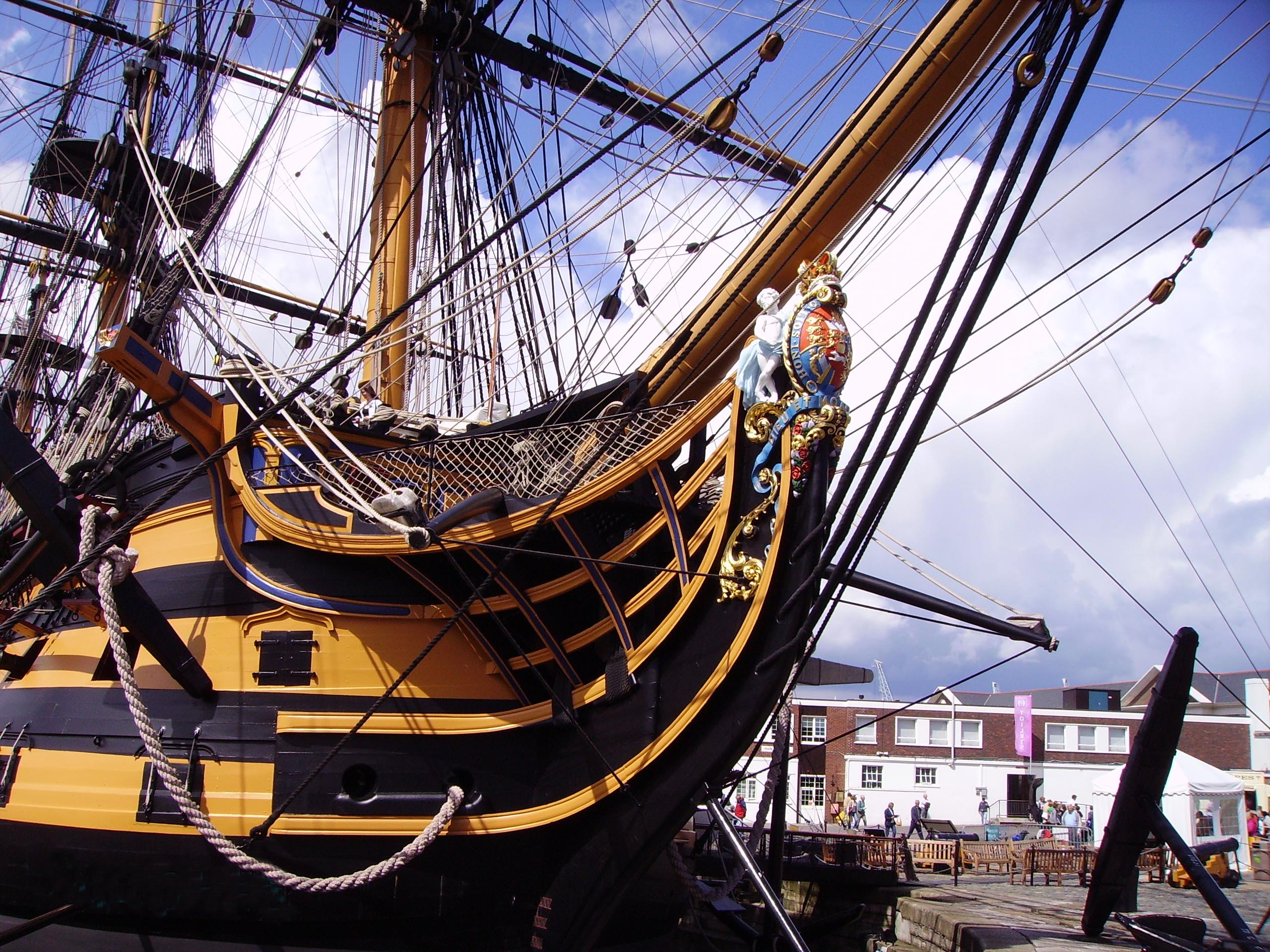
Княвдигед корабля HMS Victory
Малюнок Ф. Х. Чапмана, Морський музей, Стокгольм, Швеція
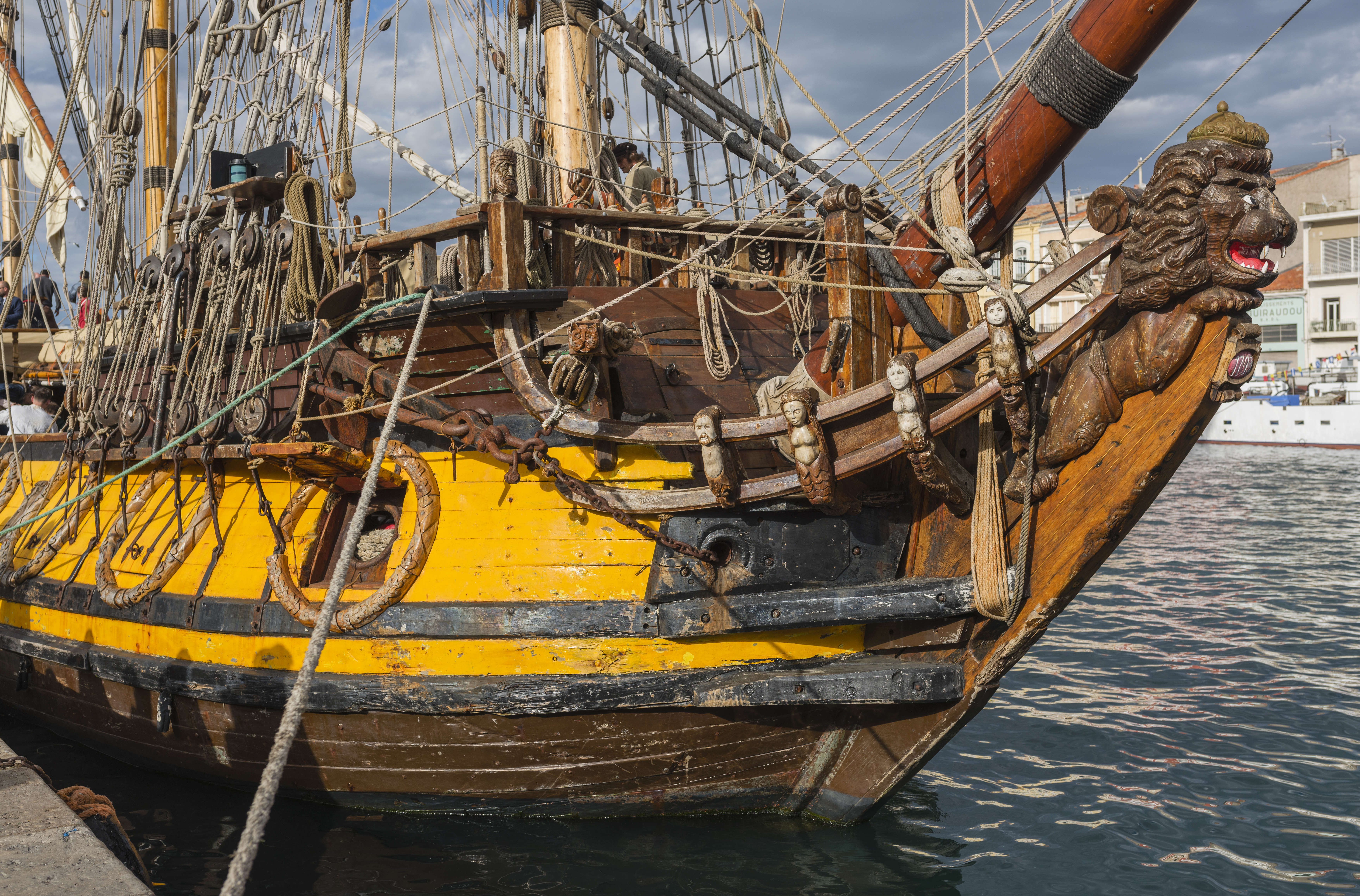
Княвдигед фрегата Штандарт